# Centropyge aurantia
Poissons-ange nain doré
Centropyge aurantia
Espèce
Répartition géographique
Statut de conservation UICN

 LC  : Préoccupation mineure
Centropyge aurantia, appelé plus communément poisson-ange nain doré est une espèce de poissons de la famille des Pomacanthidae (ou poissons-anges) et du genre Centropyge, genre regroupant les poissons-anges nains.
Il a été décrit officiellement pour la première fois en 1974 par John Ernest Randall et Richard C Wass, à partir de spécimens issus du port de Pago Pago, à Tutuila, dans les Samoa américaines.
Son nom scientifique, issu du latin aurantia (« orange »), fait référence à la couleur générale de ce poisson .
Cette espèce vit dans les récifs peu profonds de l'océan Pacifique occidental.

## Description
Le corps de Centropyge aurantia arbore la forme typique des Centropyges: il est ovale et comprimé latéralement. La couleur classique du corps est orange foncé à rougeâtre avec les flancs marqués de stries verticales dorées et sinueuses. Les nageoires dorsale, anale et caudale présentent quelques bandes submarginales sombres et sont liserées de bleu électrique. Son œil est lui-même entouré d'un anneau bleu foncé. Les écailles sont de type cténoïdes. Une épine, caractéristique des Pomacanthidae, de couleur sombre, est présente à la base de l'opercule.
Les juvéniles sont d'une couleur cuivrée, et les stries dorées apparaissent au fur et à mesure qu'ils grandissent.
Centropyge aurantia a la particularité de posséder de très grands yeux situés tout près d'une bouche minuscule. Le profil de son corps est plutôt haut, à tel point que lorsque le poisson dresse toutes ses nageoires, il peut sembler de forme presque circulaire.
Sa nageoire dorsale contient 14 épines et de 16 à 17 rayons mous tandis que la nageoire anale a 3 épines et de 17 à 18 rayons mous.
Cette espèce atteint une longueur totale maximale de 10 centimètres, ce qui en fait le plus petit poisson du genre Centropyge.

## Répartition géographique
Le poisson-ange doré se trouve dans l'océan Pacifique occidental. Son aire de répartition s'étend de l'est de l'Indonésie aux îles Fidji et Samoa, en passant par la Papouasie-Nouvelle-Guinée et les îles Salomon,. Il est présent jusqu'en Australie, où il a été observé au Nord de la grande barrière de corail, au large du Queensland.

## Habitat
Centropyge aurantia est une espèce habituellement rencontrée en eaux profondes (jusqu'à 20 mètres de profondeur) sauf en Papouasie-Nouvelle-Guinée où elle a parfois été observée à moins de 3 mètres de profondeur.
Ce poisson timide vit dans des zones comportant de nombreux récifs coralliens et des affleurements rocheux, se cachant souvent dans des crevasses entourées d'algues et d'éponges de mer.

## Alimentation
Centropyge aurantia est un poisson omnivore se nourrissant d'algues, de petits invertébrés, et de détritus, déchets organiques provenant de plantes ou d'animaux morts en décomposition

## Comportement
Centropyge aurantia est un poisson terriblement timide et timoré qui est très rarement observé à l'état sauvage. En effet, sa nature méfiante le pousse à préférer les fourrés coralliens denses dans lesquels il passe la plupart de son temps cloîtré et loin des plongeurs.
Dans un article du blog du Musée Bishop, le plongeur et ichtyologiste Richard L. Pyle  parle de cette espèce qu'il a rencontrée et observée à Pohnpei et qu'il qualifie de "fantôme" à cause de sa nature méfiante et de sa tendance à se dérober à la vue des plongeurs. Selon lui, il semblerait que ce poisson très cryptique en journée devient plus actif le soir, lorsque le soleil se couche.
Centropyge aurantia est un poisson généralement solitaire qui devient anxieux en présence d'autres individus à proximité. Il ne se regroupe en petits harems de quelques individus qu'au moment de la reproduction.

## Reproduction
Comme les autres espèces de poissons-anges, Centropyge aurantia  est une espèce hermaphrodite protogyne, c'est-à-dire qu'elle est d'abord femelle puis se transforme en mâle sous des stimuli de croissance et sociaux. Le poisson le plus dominant se transforme en mâle lorsqu'il n'y a pas d'autre mâle dans les parages. Au moment de la reproduction, ce poisson-ange forme de petits harems composés d'un mâle dominant et de quelques femelles. Les gamètes sont émis dans l'eau. La fécondation est externe et les œufs puis les larves sont pélagiques.

## Aquariophilie
Centropyge aurantia est relativement rare dans le commerce aquariophile. Étant donné sa rareté, son prix est relativement élevé: un spécimen coute entre 160 et 280 euros en 2021.
Très timide et craintif, Centropyge aurantia vit dans des tunnels rocheux ou des crevasses, et ce comportement se retrouve en aquarium. Il faut donc le loger dans un aquarium de type récifal lui offrant de nombreuses cachettes où il se dissimulera la plupart du temps. Il faut également éviter de maintenir ce poisson solitaire avec d'autres Centropyges ou même d'autres poissons-anges qui le stresseraient trop .
Il est réservé aux aquariophiles expérimentés.
La température de l'eau doit être maintenue entre 5°C et 28°C, et le pH de l'eau doit se situer entre 7 et 9.

## Origine des noms

### Nom français
- poisson-ange : ce nom, utilisé pour désigner tous les Pomacanthidae, est dû à la forme de leurs grandes nageoires dorsale et anale ressemblant à des ailes. Cette caractéristique est néanmoins moins prononcée chez les Centropyge du fait de leur petite taille[10].
- nain : les Centropyges étant des poissons-anges de petite taille, ne dépassent jamais plus de 15 cm dans la nature, ils sont communément qualifiés de nains ou de pygmées.
- doré : fait référence aux lignes dorées présentes sur la livrée de ce poisson.

### Nom scientifique
- Centropyge: le terme vient de deux mots en grec ancien, κέντρον (kentron) signifiant « aiguille » ou « pointe », et πυγή (pugê) signifiant « fesse », en référence aux rayons épineux de la nageoire anale de ce poisson[10].

- aurantia: ce mot latin féminin désigne l'orange (le fruit) et, par dérivation sémantique, « de couleur orange ». Il fait référence à la couleur générale de ce poisson[3].

## Espèces ressemblantes
Espèces ressemblantes :
- Centropyge bispinosa a peu de chance d'être confondu avec Centropyge aurantia dans sa forme classique bleu profond à violet avec les flancs orange vif marqués de stries verticales orange rouge plus foncées, mais dans sa forme orange il lui ressemble beaucoup.
- Centropyge loriculus est orange avec quelques larges barres noires et verticales. Il vit dans le Pacifique tropical, de l'Indonésie à la Polynésie française.
- Centropyge shepardi est orange avec de fines stries verticales noires. On le rencontre uniquement dans le Pacifique tropical Nord-Ouest.
- Centropyge ferrugata a un corps de couleur grise dans sa partie supérieure et orange dans sa partie inférieure, avec de larges points noirs alignés verticalement. On le rencontre dans le Pacifique tropical Nord-Ouest.
- Centropyge potteri, a un corps orange dans sa partie supérieure et noir dans sa partie inférieure, et est strié de lignes verticales bleues. On ne le rencontre qu'à Hawaï.

### Espèce
- (en) UICN : espèce Centropyge aurantia (consulté le 23 décembre 2021)
- (en + fr) FishBase : espèce  Centropyge aurantia (Randall & Wass, 1974) (+ traduction) (+ noms vernaculaires 1 & 2)

### Taxinomie et classification
- (en) WoRMS : Centropyge aurantia Randall & Wass, 1974 (+ liste espèces) (consulté le 23 décembre 2021)
- (fr + en) ITIS : Centropyge aurantia Randall & Wass, 1974 (consulté le 23 décembre 2021)
- (en) Catalogue of Life : Centropyge aurantia Randall & Wass, 1974 (consulté le 23 décembre 2021)
- (en) NCBI : Centropyge aurantia Randall & Wass, 1974 (taxons inclus) (consulté le 23 décembre 2021)
- (en) Animal Diversity Web : Centropyge aurantia Randall & Wass, 1974 (consulté le 23 décembre 2021)

### Source primaire
- (en) John Ernest Randall et Richard C. Wass, « Two new pomacanthid fishes of the genus Centropyge from Oceania », Japanese journal of ichthyology, vol. 21, no 3,‎ 28 décembre 1974, p. 137-144 (lire en ligne, consulté le 23 décembre 2021)

### Sources secondaires
- (en) Allen G., Steene R. et Deloach N, REEF FISH IDENTIFICATION - TROPICAL PACIFIC, New World Publications, 2003, 480 p. (ISBN 978-1878348609)
- Debelius H. et Kuiter R.H., POISSONS-ANGES - POMACANTHIDES, Paris, Ulmer, 2002, 208 p. (ISBN 978-2841382118)
- (en) Debelius H. et Kuiter R.H., SOUTHEAST ASIA TROPICAL FISH GUIDE, Ikan, 1996, 321 p. (ISBN 978-1564651709)
- Lieske E. et Myers R.F., GUIDE DES POISSONS DES RECIFS CORALLIENS : Plus de 200 espèces décrites et illustrées, Delachaux et Niestlé, coll. « guides Delachaux », 2016, 400 p. (ISBN 978-2603024645)